# Veneselkä
Veneselkä är en kulle i Finland. Den ligger i Rovaniemi i landskapet Lappland, i den norra delen av landet, 800 km norr om huvudstaden Helsingfors. Toppen på Veneselkä är 250 meter över havet.
Terrängen runt Veneselkä är platt. Runt Veneselkä är det mycket glesbefolkat, med 2 invånare per kvadratkilometer.